# Amharowie
Amharowie (nazwa własna: አማራ Amhara) – lud afrykański, wyróżniany na podstawie kryteriów językowych oraz etnicznych. Zamieszkuje on centralne wyżyny Etiopii. Przez długie lata byli dominującą grupą i stanowili 1/3 mieszkańców kraju. Amharowie są potomkami starożytnych Semitów, którzy wędrując na południe podbili pierwotnych mieszkańców tego obszaru, należących do ludów kuszyckich. Posługują się językiem amharskim.
W ciągu całej swej historii byli ludem rolniczym, uprawiali głównie: pszenicę, teff, jęczmień i sorgo. Społeczna struktura Amharów opierała się na znacznym zróżnicowaniu klasowym, którego podstawą była ilość posiadanej ziemi. Wśród Amharów pochodzenie wywodzone jest patrylinearnie, a rezydencja małżeńska pozostaje w zgodzie z zasadą patrylokalności. Amharowie praktykują trzy rodzaje małżeństwa: qurban (małżeństwo kościelne), semyana (cywilne), damoz (krótkotrwałe małżeństwo zarobkowe) różniące się między sobą stopniem społecznych konsekwencji, np. sposobem dziedziczenia czy pozycją kobiety. Amharowie odegrali istotną rolę w tworzeniu bogatej, etiopskiej sztuki sakralnej.